# Martirológio Romano
O Martirológio Romano (latim: Martyrologium Romanum) é uma das variedades históricas de Martirológios com o catálogo dos santos e beatos honrados pela Igreja Católica Romana. Apesar do nome, inclui todos os santos conhecidos e não apenas os mártires. A sua primeira versão foi escrita no século XVI e aprovada pelo papa Gregório XIII em 1586, tendo sido revisto múltiplas vezes. A actual edição do Martirológio Romano (2001), que actualizou a edição de 1956, inclui 6538 santos e beatos, mas o seu número total é maior, já que em muitos casos se refere apenas um nome, acompanhado pela menção: «e companheiros mártires». É um livro litúrgico que constitui a base dos calendários litúrgicos que determinam a data das festas religiosas anuais. O documento está ordenado segundo os dias do calendário, nele se anotando o local e a data de morte, o título canónico (apóstolo, mártir, confessor, virgem, ou outro), o tipo de memória litúrgica e algumas notas sobre a sua espiritualidade e factos relevantes da vida e obra.

## História
Nos primeiros tempos da história do Cristianismo criou-se a tradição de guardar a memória daqueles que morriam pela sua fé: os mártires. Cada igreja particular, isto é, cada diocese, tinha o seu martirológio, ou seja, um elenco dos seus membros que tinha sofrido o martírio. A partir daí passou a dar-se importância litúrgica ao dia em que os fiéis comemoravam a passagem dos mártires à vida eterna, referido como o «dies natalis», e passou a comemorar-se o dia da sua morte com a celebração da sua memória, particularmente nos templos e localidades onde repousavam as suas relíquias.
No século XVI a Igreja Católica Romana decidiu unificar os vários martirológios num documento único, dito universal, do qual constassem todos os  santos e beatos como tais oficialmente reconhecidos pelas autoridades eclesiásticas. Compilou-se então o Martirológio Romano, obra de que se encarregou o cardeal Cesare Baronio. Com a evolução, e com a declaração de novos santos, algo em que os últimos anos foram pródigos, foram introduzidas sucessivas modificações no documento, procurando mantê-lo actualizado através de edições periódicas. Daí resultaram centenas de revisões e correcções, gerando frequentemente erros.

## Edições recentes
No ano de 2001 foi publicada uma revisão do Martirológio Romano, feita conforme estabelecido no Concílio Vaticano II, sendo excluídos os santos e beatos sobre os quais se não possui notícia certa. No final ficaram 6538 nomes, cada um dos quais acompanhados por uma breve nota contendo o lugar da morte, a qualidade de santo ou beato, o título denotando o seu status eclesial (apóstolo, mártir, doutor da Igreja, missionário, bispo, presbítero, virgem, etc.), a actividade que desenvolveu e o seu carisma.
Três anos depois, em 2004, foi publicada uma edição revisada, que corrigiu alguns erros tipográficos na edição de 2001 e acrescentou 117 pessoas canonizadas ou beatificadas entre 2001 e 2004, bem como um número considerável de santos antigos não incluídos na edição anterior.